# José María Villalta
José María Villalta Flórez-Estrada (San José, 13 de agosto de 1977) es un abogado, ambientalista y político costarricense, único diputado del Frente Amplio para el período 2010-2014 y 2018-2022. Fue el candidato presidencial del Frente Amplio para las elecciones presidenciales de Costa Rica de 2014. Fue el tercer candidato más votado. Obtuvo un margen de votos mayor al 15%, algo insólito para un candidato de izquierda en el país desde la fundación de la Segunda República. Asimismo, fue el candidato del mismo partido para las elecciones de 2022.

## Biografía
Hijo de Mario Villalta Salazar y Laura Flórez-Estrada (peruana). Estudió la primaria en Perú, donde vivió algunos años con su familia materna. En Costa Rica estudió en el Colegio Metodista y en el Calazanz. Más adelante estudió en la Universidad de Costa Rica, donde ejerció algunos cargos en el movimiento estudiantil como representante de la Asociación de Estudiantes de Derecho ante el Consejo Superior Estudiantil (1997-1998) y más tarde como representante estudiantil ante el Consejo Universitario y miembro de la junta directiva de la Federación de Estudiantes de la Universidad de Costa Rica (FEUCR) en el período 1998-2000. Durante su período como universitario participó activamente en las marchas contra el Combo ICE. En el año 2002 se graduó en Derecho. Entre los años 2001 y 2009, fue presentador de Era Verde, un programa dedicado a temáticas ecologistas.
Fue asesor parlamentario por primera vez de José Merino del Río en los últimos dos años de su primer legislatura por el Partido Fuerza Democrática (2000-2002); luego, del entonces diputado Gerardo Vargas (Partido Acción Ciudadana) en el período 2002-2006 y nuevamente de José Merino, fundador del Frente Amplio en el período 2006-2010. Fue luego candidato a diputado en la lista de San José. También fue participante activo del movimiento contra el TLC y miembro del grupo Pensamiento Solidario.
El 9 de marzo, la Asamblea Nacional del Frente Amplio escogió a Villalta como candidato del Frente Amplio para las elecciones presidenciales de 2014, logrando ser el tercer candidato más votado.
Con vista a las elecciones presidenciales de 2018, desiste de ser candidato presidencial del Frente Amplio y, en su lugar, presenta su nombre en la papeleta de diputados por San José. En dichos comicios, resulta ser el único diputado electo por su partido para la legislatura 2018-2022.

## Candidatura presidencial 2022-2026
En octubre del 2021 José María Villalta anuncia su candidatura a la presidencia de la República de Costa Rica por el Partido Frente Amplio.
También, anunció que su fórmula presidencial estará compuesta por Patricia Mora, como primera vicepresidencia y Gerardo Hernández en la segunda vicepresidencia.